# Сєверне (Горлівський район)
Сє́верне — селище Сніжнянської міської громади Горлівського району Донецької області, Україна. Розташоване за 76 км від Донецька. Юридично — окрема адміністративна одиниця, фактично є невід'ємною складовою міста Сніжне. Відстань до Сніжного становить близько 10 км і проходить автошляхом місцевого значення.

## Історія
Селище було утворене у 1926 році, а нинішній свій статус отримало у 1938. За час існування селища на його території існувало 8 офіційних шахт.
Під час німецько-радянської війни 682 мешканця Сєверного брало участь у воєнних діях, із них 650 отримали державні нагороди, а загинули 142.
До 1962 року перебувало під керівництвом чистяковської міської ради.
Розквіт селища припав на 70-ті роки. У той час у Сєверному функціонували 12 ясел, 6 дитсадків, 5 шкіл, 3 клуби, бібліотека і три їдальні, а кількість мешканців становила понад 15 тисяч осіб.
Згідно з результатами перепису населення 2001 року, у селищі мешкає 11314 чоловік. У зв'язку із занепадом вугільної промисловості та скороченням робочих місць, з середини 90-х років спостерігається постійний відтік населення. Найчастіше мешканці Сєверного переїжджають до крупних промислових центрів Донецької області — Донецька, Макіївки та Маріуполя.
У 2000 році одне із ключових підприємств селища — шахту № 33 «Північна» — було визнано безперспективною і закрито. У 2002 році її передали в оренду на 5 років ТОВ «Витрен». З 2007 року, коли термін оренди було вичерпано, шахта знаходиться у керуванні цієї організації незаконно.
До середині 2000-х років було зруйновано усі кочегарки в селищі. Пічне опалення у квартирах мешканці встановлюють самостійно. У 2004 році напередодні президентських виборів до багатоповерхових районів селища було підведено газові труби, проте газ так і не було подано. У березні 2012 року відбувся мітинг проти невмотивованого підвищення тарифів ЖКГ у 2,5 рази. Після цього почалася друга хвиля проведення газу. Станом на березень 2013 року селище досі не газифіковане.
Селище є одним із місць, де відбувалися фальсифікації на виборах до парламенту у 2012 році: за Партію регіонів було віддано голоси давно померлих людей.

### Російська окупація
Внаслідок російської інтервенції в Україну навесні 2014 року, селище опинилося під окупацією терористичної організації ДНР.
У квітні 2016 у Північній школі №2 відкрили виставковий зал "Пам'яті загиблого ополченця", оскільки двоє випускників школи загинули, воюючи проти України.
29 листопада 2016 окупаційна адміністрація вивела бюджетників для участі у пісенному флешмобі, але зігнані на площу учасниці відмовились тримати прапори терористичної організації ДНР.
У березні 2020 року танцювальний колектив шахти Зоря відзняв відео, присвячене пандемії коронавірусної хвороби.

## Адміністративний устрій
До території, підконтрольної Сєверній селищній раді входять селища Сєверне, Молчалине, Сухівське і Ліски. Селище Сєверне у народі називають «Городок». Воно ж є найбільшим за кількістю населення та підприємств у селищній раді. Тут також знаходиться єдиний у селищній раді ринок.
Сєверне є єдиним із 5 адміністративних одиниць, підпорядкованих Сніжнянській міській раді, яка не отримує дотацій із міського бюджету.
На території селища знаходяться два залізничні пункти — 9-й кілометр та Мочалинський

## Населення

### Мова
Розподіл населення за рідною мовою за даними перепису 2001 року:
| Мова            | Кількість | Відсоток |
| --------------- | --------- | -------- |
| російська       | 10127     | 89.51%   |
| українська      | 1084      | 9.58%    |
| білоруська      | 9         | 0.08%    |
| вірменська      | 7         | 0.06%    |
| грецька         | 2         | 0.02%    |
| румунська       | 1         | 0.01%    |
| гагаузька       | 1         | 0.01%    |
| інші/не вказали | 83        | 0.73%    |
| Усього          | 11314     | 100%     |

За даними перепису 2001 року населення селища становило 11314 осіб, із них 9,58 % зазначили рідною мову українську, 89,51 %— російську, 0,08 %— білоруську, 0,06 %— вірменську, 0,02 %— грецьку, 0,01 %— молдовську та гагаузьку мови.

## Географія
Сєверне розташоване на старих зруйнованих горах. Ця територія має вигляд плато заввишки до 300 м, що виокремлює селище зі степової зони та створює лісостепові умови. Найхарактернішими деревами у лісах та лісосмугах є клен гостролистий, ясен, дуб, осика, липа, тополя, верба, в'яз, яблуні, груші, акації, береза. Серед кущів поширені шипшина, глід, малина. Із диких тварин у лісах Сєверного мешкають зайці, білки, тушканчики, байбаки, сліпці, лісовий тхори, ласки, борсуки, які не мають промислового значення.
Територія Сєверної селищної ради — це рівна поверхня із незначним ухилом. Тут знаходяться три лісові масиви та два ставка. На території селища бере витік річка Глуха. На півночі Сєверного розташовані балки Глуха і Довга. Найвища точка над рівнем моря має позначку 315,5 м і розташована біля південної межі селища.
Клімат помірно континентальний. Для селища характерні холодні зими (до -30 °C) та спекотне літо (до +40 °C). Інтенсивність опадів більша у холодні пори року.
Основним мінералом на території селища є кам'яне вугілля, видобуток якого і спонукав розвиток поселення у цьому місці.

## Культура
У Сєверному працюють два заклади дошкільного виховання: «Сонечко» № 7 та «Колосок» № 33. У 2000 році було закрито дитячий садок «Золотий ключик» (єдиний серед усіх закладів дошкільного виховання у селищі, який було збудовано безпосередньо як дитячий садок).
На території селища діють дві школи: Північна ЗОШ І-ІІ ступенів та Північна ЗОШ І-ІІІ ступенів № 1. У 2008 році була закрита Північна ЗОШ І-ІІІ ступенів № 2, а її учні та персонал переведені до школи № 1. Учнем школи № 1 був герой Радянського Союзу Віктор Кот.
У селищі працюють Будинок культури імені Тараса Шевченка, православний Свято-Іверський храм та музей Молодої гвардії
На території Сєверного розташовані пам'ятники Володимиру Леніну та невідомому солдату. Також існує
пам'ятний вказівний знак до шахти № 33 «Північна» у вигляді білого ведмедя, який у народі називають просто «Ведмедем».

### Спорт
У селищі діє спортзал, що належить шахті «Зоря», у якому здебільшого відбуваються тренування міні-футбольних команд різних вікових груп. З 2010 року там традиційно проводиться баскетбольний Турнір пам'яті Артема Мещерякова. Також у Сєверному розташований футбольний стадіон, який наразі не експлуатується.
Представники селища були у складі команди-бронзового призера першого аматорського чемпіонату України з футболу.
У 2013 році команда шахти «Зоря» стала чемпіоном міста з футзалу. Восени 2013 планується виступ команд селища на чемпіонаті області з міні-футболу у двох вікових категоріях: 13-14 років та 15-16 років.
На базі шахти «Зоря» діє фан-клуб футбольного клубу «Шахтар».

## Економіка
На території селища зареєстровано 14 СПД та працюють 36 торговельних павільйонів. Але основною діяльністю є вуглевидобувна. Це пов'язане із великими родовищами антрациту. Наразі у Сєверному легально працюють 3 гірничих підприємства, у тому числі два із них — історично містотворчі шахти (№ 32 «Зоря» та № 33 «Північна»). Занепад промисловості у середині 90-х спричинив різке погіршення рівня життя у селищі.

### Нелегальні шахти
Великою економічною та соціальною проблемою селища є те, що наявні великі поклади вугілля не розробляються офіційними підприємствами, а натомість збільшується кількість нелегальних шахт. Ці шахти використовують кустарне устаткування, не дотримують вимог техніки безпеки. Внаслідок видобутку вугілля у не відведених для цього місцях у селищі просідають цілі вулиці. Складність боротьби із нелегальними шахтами полягає у тому, що офіційно більшість підземних ресурсів уже було викуплено приватними особами.
За результатами журналістського розслідування у грудні 2012 року таких «копанок» було виявлено щонайменше 5. Точну кількість вирахувати неможливо, оскільки такі шахти існують недовго: розташування змінюється з метою пошуку кращого місця. Місцеві мешканці пояснюють постійне зростання кількості нелегальних шахт тим, що їхні власники мають тісні стосунки із місцевими високопосадовцями. Це підтверджується тим фактом, що у вересні 2012 року селищний голова Любов Рожко була усунена з посади у зв'язку зі звинуваченнями в отриманні хабара та засуджена до 5 років позбавлення волі.
Інформація про «копанки» у Сєверному викликала міжнародний резонанс, і французький телеканал France 24 провів власне розслідування у селищі. Під час зйомок матеріалу журналісти зазнали переслідувань з боку власників нелегальних шахт.

## Галерея

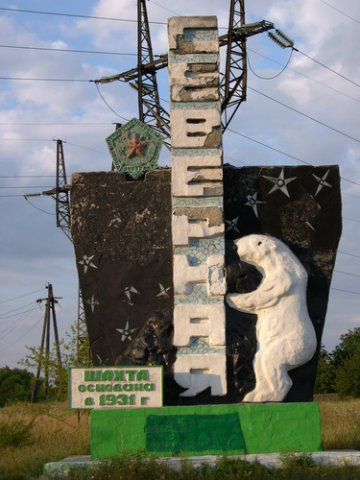
Ведмідь
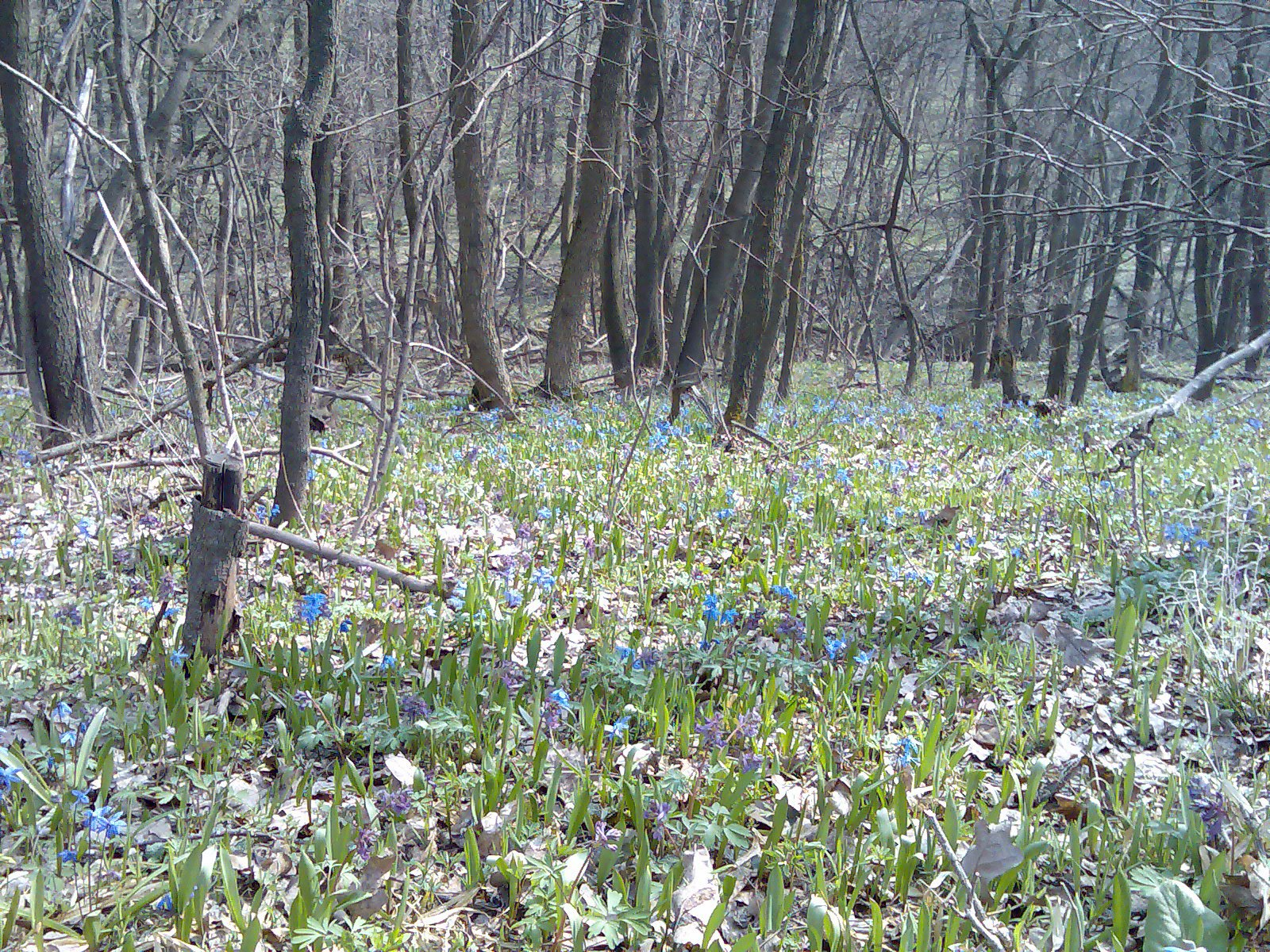
Проліски у панському лісі
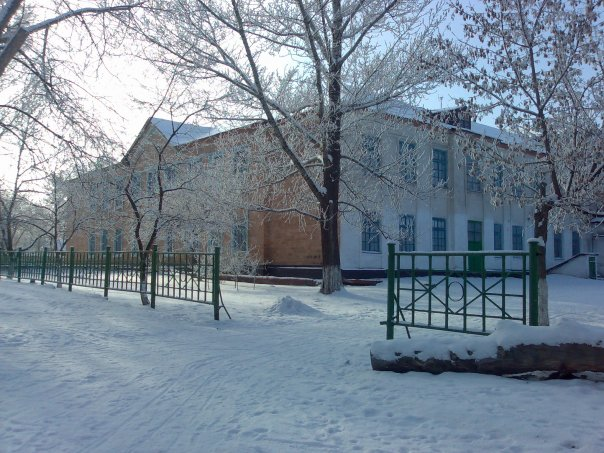
Північна ЗОШ №1
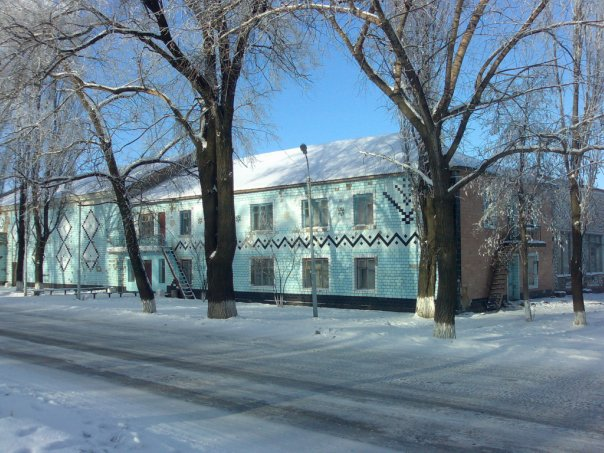
Будинок культури імені Тараса Шевченка
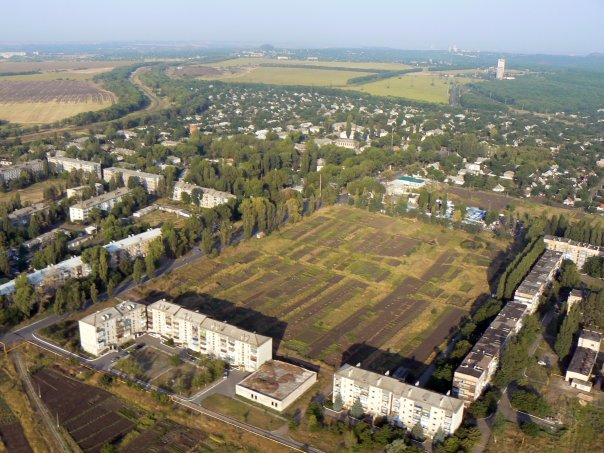
Вид на селище з висоти пташиного польоту